# Victoire Tomegah Dogbé

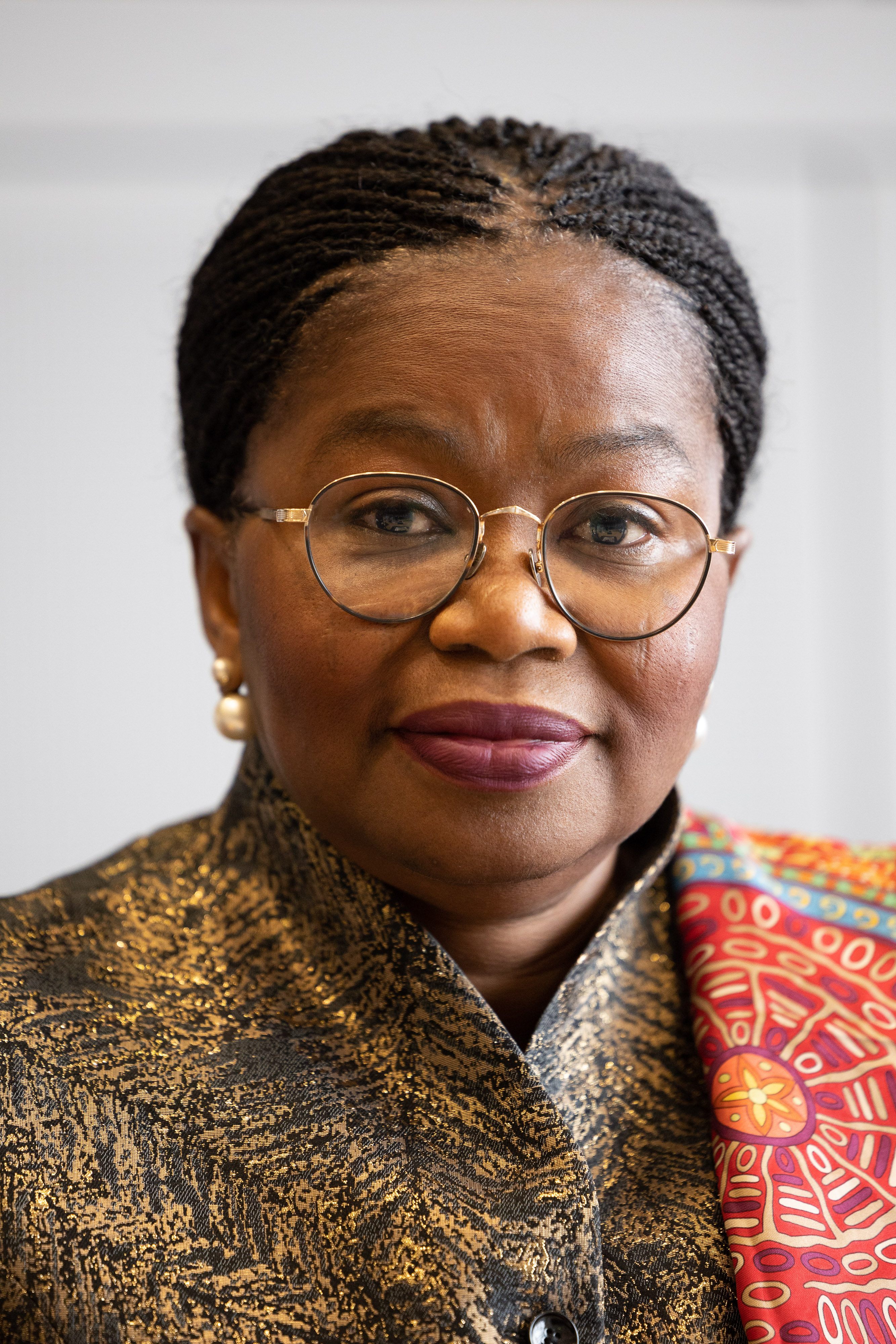
Victoire Tomegah Dogbé, 2023

Victoire Tomegah Dogbé (* 23. Dezember 1959 in Lomé, Französisch-Togo) ist eine togoische Politikerin. Sie ist seit dem 28. September 2020 Premierministerin Togos und die erste Frau in diesem Amt in dem westafrikanischen Staat. Zuvor war sie unter anderem Jugendministerin und Stabschefin des Präsidenten Faure Gnassingbé.

## Leben und Werdegang
Victoire Tomegah Dogbé studierte an der Universität von Benin Wirtschaft. Am Jutland Technology Institute in Aarhus, Dänemark, bildete sie sich weiter und machte ein Diplom in Marketing und General Management. Zudem machte sie 1996 eine Weiterbildung am International Institute for Management Development in Lausanne.
Ihre berufliche Laufbau begann Victoire Tomegah Dogbé bei einem Unternehmen in Lomé. 1992 wechselte sie zum Öl-Konzern Royal Dutch Shell. Anschließend arbeitete Tomegah Dogbé für das Entwicklungsprogramm der Vereinten Nationen (UNDP) in Benin.

## Politische Karriere
2008 begann Tomegah Dogbé, für die Regierung Togos unter Premierminister Gilbert Houngbo zu arbeiten. 2010 wurde sie zur Jugendministerin ernannt. Mit ihrer Ernennung zur Premierministerin folgt sie auf Komi Sélom Klassou, der dieses Amt für fünf Jahre innehatte und zurückgetreten ist.

## Privat
Victoire Tomegah Dogbé ist Mutter von drei Kindern.